# 北落師門C
北落師門 C，或原本的名稱 LP 876-10，是北落師門系統遙遠的第三顆恆星。它距離北落師門大約5度，也就大致是螺旋星雲和北落師門一半的距離。它距離北落師門2.5光年（0.77秒差距），距離北落師門B3.2光年（0.987秒差距）；整個系統距離我們的太陽系大約是25光年（7.7秒差距）。它最初被當成一顆單獨的紅矮星編入星表，直到2013年10月，在Eric Mamajek宣布了它的距離、速度和色-光位置，才知道它是北落師門系統的一部分。 由於它位於寶瓶座，而北落師門位於南魚座，所以在最初編目時，才會被認為與北落師門沒有關係。

## 發現和觀測

DSS的北落師門影像：北落師門C的母體。

北落師門C在979年被編目在魯坦（Willem Jacob Luyten）的高自行天體目錄中；稍後，在2013年10月，被發現是北落師門系統的一部分，將它命名為北落師門C。這顆恆星的質量是0.2M☉（太陽質量），而北落師門B的質量是0.7M☉。這顆恆星的視星等為12.6。第三顆恆星的距離是如此遙遠，使北落師門系統成為有史以來發現範圍最廣大的恆星系統。在天空中，北落師門C看起來離北落師門相當遙遠，但它仍是這個封閉系統的成員之一。在夜空中，它與北落師門的距離是5.5°，或大約 11個滿月。 由於它的視星等，你需要透過望遠鏡才能看見它。北落師門的系統，年齡大約4.4億歲，大約是太陽系年齡的十分之一。 

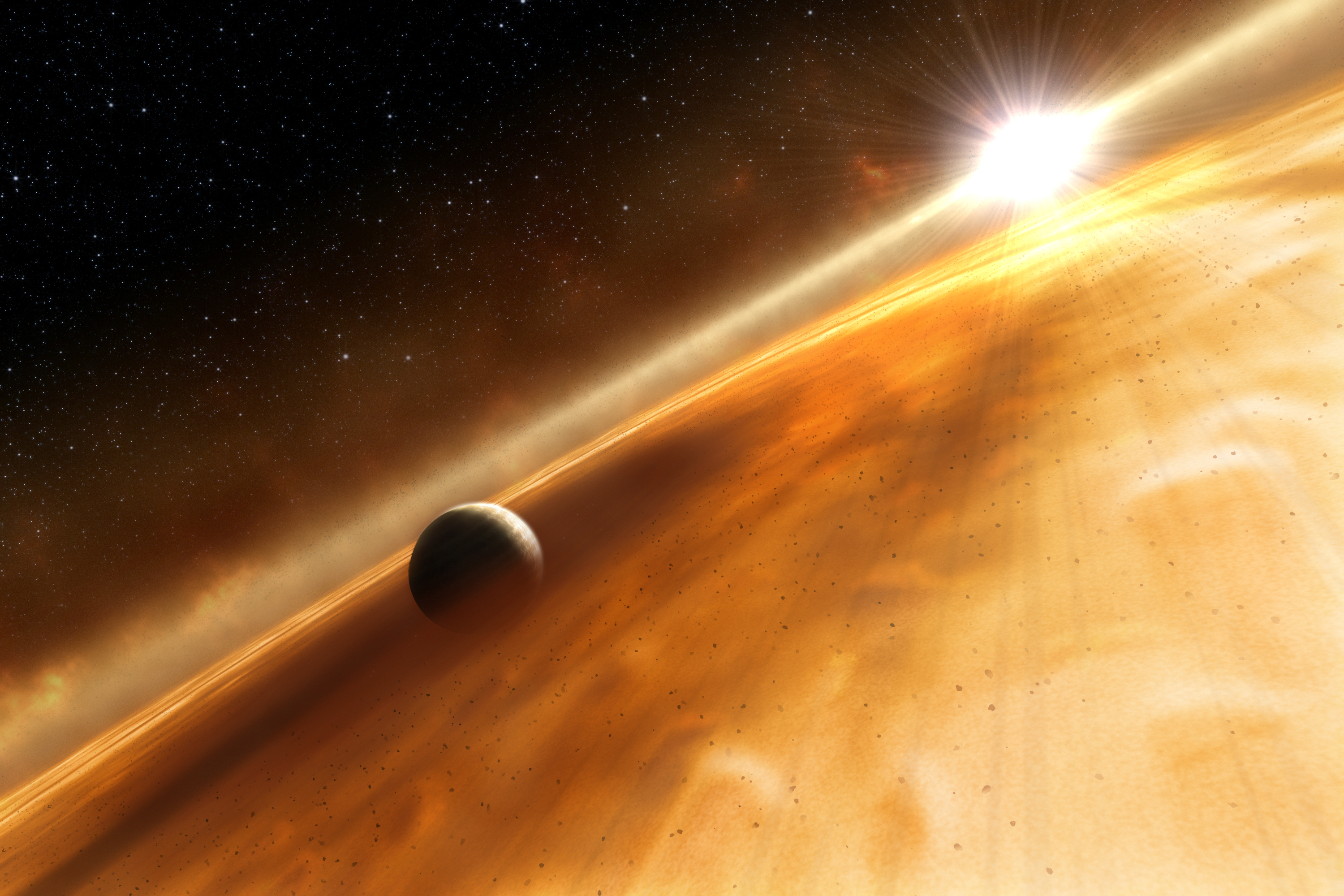
藝術家概念下，軌道在岩屑盤中環繞著北落師門的行星：北落師門b

### 岩屑盤
在2013年12月，發現這顆恆星有岩屑盤環繞著。 這是該系統中的第二個岩屑盤，第一個是在北落師門周圍發現的。這個岩屑盤是赫歇爾太空望遠鏡發現的，估計岩屑盤的溫度是24K。最初，估計岩屑盤的距離大約是10天文單位，假設它主要是由小顆粒組成，它可能會進一步地捕捉更多的熱量。然而，如果它的範圍超過40天文單位，就會將它編目，所以目前猜測它的半徑介於10至40天文單位之間。

## 彗星
在岩屑盤中的一部分，也有環繞著北落師門C的彗星軌道。由於一些軌道非常橢圓，因此北落師門C的岩屑盤有時被稱為彗星帶。圍繞著北落師門A的岩屑盤也是橢圓形的，被認為有許多彗星，也包含北落師門b（行星，不要與北落師門B混淆）。北落師門A的環帶被發現可能有更接近而尚未被發現的行星，北落師門B和C可能也有未被發現的行星。由於A和C都有彗星帶，B為何沒有就成為一個謎。彗星的存在不僅使環帶更為橢圓，而且使它更為明亮。這在環帶的發現中也佔有一定的作用。
隨著北落師門b被隱藏在彗星之中，這導出北落師門C可能有系外行星隱藏在彗星和小行星之中的假說。還有一種理論認為，A和C之間的互動，如果複雜的交互作用可以使A捨棄彗星和碎屑，就可能形成C的彗星帶。北落師門B的周圍沒有岩屑或盤面，有可能是它們之間未曾遭遇過。

## 軌道
估計北落師門C的軌道需要2,000萬年才能完成環繞北落師門A一周。由於這個系統的年齡是4.4億歲，並且相距2.5光年，這意味著北落師門C只在北落師門附近環繞了22次。北落師門系統的潮汐半徑是6.2光年（1.9秒差距），北落師門C陷在其中，進一步證明這是一個三合星的系統。

## 參考資料

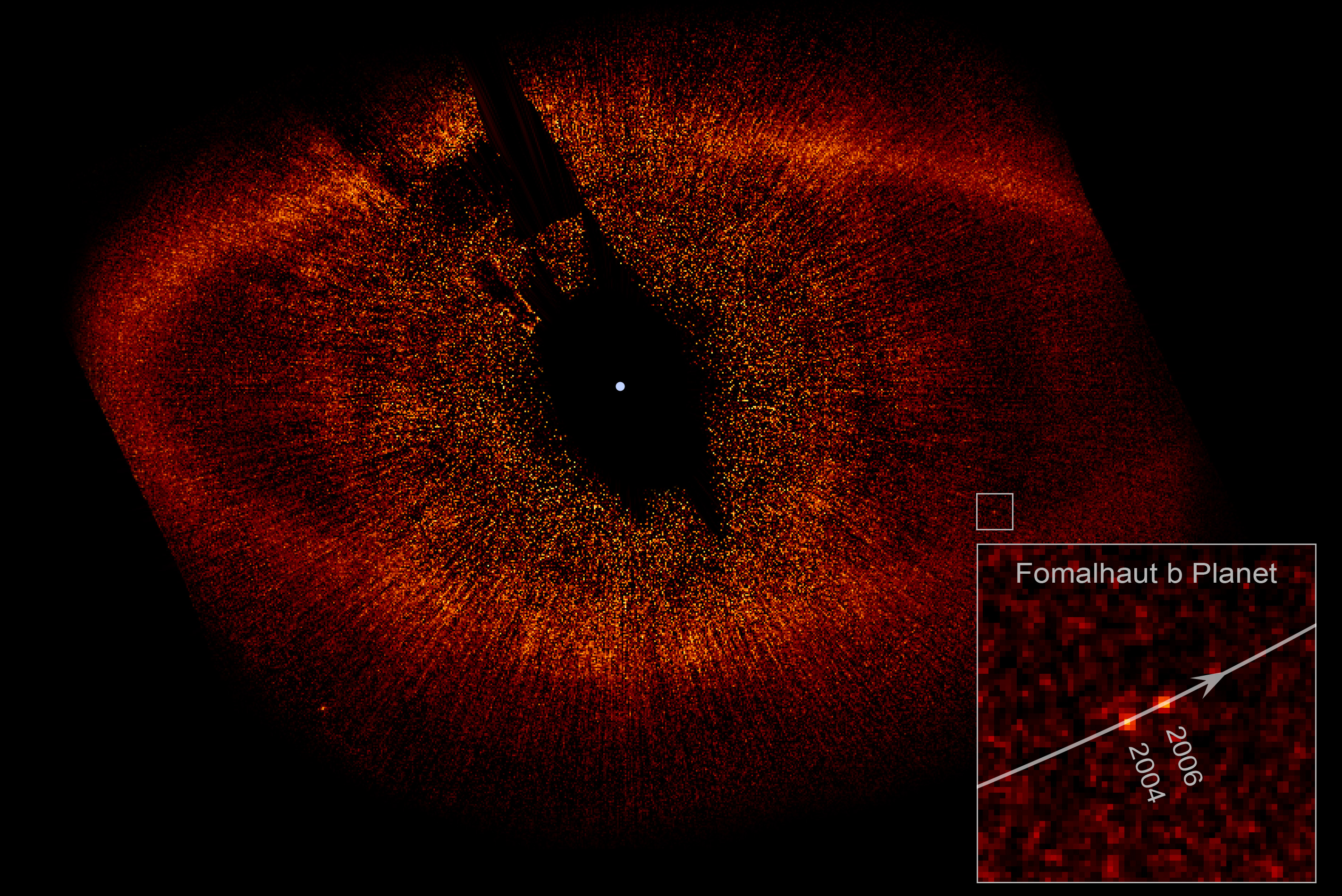
北落師門 A的岩屑盤。